# Шаум, Герман Рудольф
Герман Рудольф Шаум (29 апреля 1819, Глаухау — 15 сентября 1865, Бонн) — германский энтомолог, профессор, исследования которого фокусировалась в большей степени на колеоптерологии.

## Биография
В возрасте пяти лет остался сиротой и воспитывался в доме своего дяди, известного энтомолога Гермара, с детства увлёкшись насекомыми. Окончил педагогическое училище в Галле, затем изучал медицину в Лейпциге, окончив в 1836 году Лейпцигский университет, и Берлине, стажировался в клиниках Вены и Парижа с 1841 по 1844 года. Ещё до окончания учёбы начал писать научные статьи по энтомологии, сотрудничал с различными энтомологическими журналами.
С 1845 года занялся врачебной практикой в Штеттине, однако в скором времени сосредоточил свои занятия на энтомологии и предпринял поездки в Англию, Северную Америку и Египет, позволившие ему собрать значительные коллекции насекомых. В 1849 году был назначен профессором кафедры зоологии беспозвоночных и медицинской зоологии Берлинского университета. Был членом Энтомологического общества Штеттина. Скончался в Бонне от последствий инсульта после продолжительной болезни. В его честь назван вид жуков Diochus schaumi .
Научные работы Шаума касались преимущественно систематики жуков и были высоко оценены современниками. Главные сочинения: «Критические наблюдения за семейством Lamellicornes méitophiles» («Ann. Soc. Ent. France», 1844 и 1849 годы); «Каталог жесткокрылых Европы» (4-е издание — Берлин, 1852; в 1861 году эта работа была вторично издана Шаумом совместно с Крацом и Кизенветтером); «Ueber die von Peters aus Mozambique mitgebrachten Orthopteren» («Monatsber. Ak. Berlin», 1853); «Естественная история немецкой энтомологии» (продолжение начатого Эрихсоном сочинения; Шаум написал главы про жуков-скакунов и жужелиц; Берлин, 1860).